# Hadrianotherae
Hadrianotherae – miasto w Myzji (obecnie pn.-zach. Turcja) złożone w roku 123 przez cesarza Hadriana w miejscu gdzie władca ten miał upolować wielkiego niedźwiedzia. Dla upamiętnienia tego wydarzenia miasto to biło monety z wyobrażeniem niedźwiedzia. Od połowy V wieku biskupstwo. Upadło wraz z najazdem Tureckim w końcu XII wieku. Od roku 1933 stało się biskupstwem tytularnym Kościoła Katolickiego.